# Hadjadj
Pour les articles homonymes, voir Hadjadj (homonymie).
Hadjadj, anciennement Bosquet pendant la période de la colonisation française, est une commune côtière de la wilaya de Mostaganem en Algérie.

## Géographie
La commune est située dans la daïra de Sidi Lakhdar.
La commune de Hadjadj est limitée :
Au nord par la mer Méditerranée, au sud par la commune de Sidi-Belatar (ex-Pont-du-Chéliff), à l’ouest par la commune de Ben-Abdel Malek Ramdane (ex-Ouillis), et à l’est par la commune Sidi-Ali (ex-Cassaigne) et de Sidi-Lakhdar (ex-Lapasset). Son chef-lieu est situé à Hadjadj, à 16 km du siège de la Daïra (arrondissement) et 35 km de la wilaya (département).
La commune est divisée en trois parties :
- Le plateau littoral nord-est, est une partie montagneuse couverte de forêts et de broussailles et un plateau vallonné au centre.
- Il existe une frange de territoire au nord, riche et prospère.
- Au sud, la région est montagneuse et déshéritée. Les terres, présentant une légère inclinaison vers la mer, donnent une succession de coteaux propices à la culture et à la vigne. Les forêts de Chouachi et d'Oued Bourahma sont régies par les services de la conservation des forêts de la wilaya de Mostaganem. Les principales essences de ces forêts sont : le pin d’Alep, eucalyptus, le thuya, le genévrier et le pin pignon.

## Routes
La commune de Hadjadj est desservie par la RN11 (Route d'Oran).

## Histoire
La commune est peuplée par la tribu des Djebala (Djebaïlia) qui est composée de 14 familles (Bekhaïdia; Djebabra; Ghamizïa; Naïmïa; Ouled Ali; Ouled ahwoul; Ouled Barkat; Ouled Bou Khatem; Sahel; Smara; Souahlia; Trabat; Zerrifa). Elle est aussi peuplée par la tribu des Béni Amer qui est composée de quatre familles (Touil; Benmasoual; Bouhassoun; Abdellaoui;)
. Les djebala font partie de la confédération des Maghraoua. (Voir page 4)
Le chef-lieu de la commune est créé le 9 mars 1874, par décision du 6 juillet 1873 qui a approuvé la création d’un village de 60 « feux » (foyers) au lieu-dit Blad-El-Hadjadj à cause de la proximité de la source Aïn el-Hadjadj (la source des pèlerins).
Il prend le nom d’un maréchal de France, Pierre Bosquet. Le gouvernement français de l’époque avait prononcé l’expropriation définitive de diverses parcelles au détriment des populations locales.

## Démographie
Selon le recensement général de la population et de l'habitat de 2008, la population de la commune de Hadjadj est évaluée à 17 330 habitants contre 15 835 en 1998.
L'aire urbaine de Tours compterait environs 120 000 habitants originaire de la ville de Hadjadj, ce chiffre important s'explique par l'immigration massive d'habitants originaire des hameaux de Hadjadj, venus s'installer dans la région de Tours entre 1950 et 1960 (principalement à Joué-lès-Tours, Tours et Saint-Pierre-des-Corps).
D'autres communautés originaire de Hadjadj se sont formées en France, comme à Rouen ou encore en banlieue parisienne (Kremlin-Bicêtre, Cachan et Villejuif).